# Abdi-Aszirta
Abdi-Aszirta, w innej wersji Abdiaszirta (zachodniosemickie Abdi-Aširta, w transliteracji z pisma klinowego zapisywane najczęściej Abdi-a-ši-ir-ta, tłum. "Sługa bogini Aszirty") – wasal egipski, pierwszy władca państwa Amurru znany z korespondencji dyplomatycznej  okresu amarneńskiego.

## Abdi-Aszirta w listach z Amarna
Za rządów faraonów XVIII dynastii Amenhotepa III i Echnatona południowa część Amurru podobnie jak całe wschodnie wybrzeże Morza Śródziemnego (w egipskiej terminologii Retenu) były już od dłuższego czasu dominium egipskim. Bezpośrednią władzę na tym terenie sprawowały jednak lojalne wobec Egiptu rodzime dynastie, posiadające sporą autonomię.

### Pochodzenie
Chociaż nie zostało to jednoznacznie potwierdzone, wszystko wskazuje na to, że Abdi-Aszirta wywodził się z lokalnych koczowniczych plemion amoryckich zamieszkujących góry Libanu, tzn. obszaru, który według ustaleń stanowił rdzeń jego przyszłego królestwa. Udało się go zlokalizować dzięki specjalistycznym badaniom mikropaleontologicznym i chemicznym tabliczek glinianych wysłanych z Amurru do faraonów, a odnalezionych w Amarna. 

### Ekspansja terytorialna Amurru
Dokonania Abdi-Aszirty znane są dosyć szczegółowo dzięki serii listów niejakiego Ribaddiego władcy miasta Gebal (Byblos) pisanych do faraona. Dowiadujemy się z nich, co prawda w sposób mało obiektywny, że władca Amurru przy pomocy koczowniczych Habiru nieustannie powiększa swoje księstwo kosztem sąsiadów zagrażając przy tym samemu autorowi (EA 73 i 74). W kolejnych listach zostaje nawet oskarżony o zdradę i działanie w porozumieniu z odbudowującymi swoją pozycję w regionie Hetytami (EA 75).
Zdaje się jednak, że Abdi-Aszirta o wiele lepiej rozumiał politykę niż jego fenicki konkurent. Doskonale zdawał sobie sprawę z faktu, iż Hetyci nie będą skłonni do otwartej rywalizacji z Egiptem tak długo, jak długo trwa ich zaangażowanie w wojnę z Mitanni. Z kolei Egipcjanie zdolni są do tolerowania jego zaborczych zachowań o ile nie cierpią na tym ich własne interesy. Dlatego też w wiernopoddańczym liście zapewnił faraona, że cała akcja miała umocnić panowanie Egipcjan w Amurru, a przy okazji samorzutnie mianował się zastępcą egipskiego namiestnika w Sumur, co ciekawe bez sprzeciwu dworu w Amarna (EA 60). 
Szybki wzrost dominium Abdi-Aszirty został jednak zahamowany przez jego nagłą śmierć o czym informuje anonimowy list do dworu egipskiego (EA 101). Choć bezpośrednie okoliczności nie są znane przypuszcza się, że doszło jednak do interwencji faraona, co podkopało pozycję władcy Amurru i przechyliło szalę na korzyść jego miejscowych rywali. Schedę po nim odziedziczył syn Aziru, jedna z ciekawszych postaci epoki, kontynuator polityki ojca.
Pomimo jednoznacznie negatywnego tonu jaki cechuje sprawozdania Ribaddiego, działalność Abdi-Aszirty odbierana jest przez badaczy tego okresu raczej pozytywnie. Strategiczne położenie tego regionu sprawiało, że sytuacja polityczna w czternastowiecznej Syropalestynie była wyjątkowo niestabilna. Odrodzenie państwa hetyckiego, a co za tym idzie jego ekspansja na amoryckie (północne) tereny Mitanni sprawiało, że los lokalnych księstewek zależał od wyniku trudnej do przewidzenia gry mocarstw. Jeżeli dodamy do tego niewielkie zainteresowanie bezpieczeństwem północnych rubieży państwa ze strony faraonów, nastawionych na maksymalną eksploatację Retenu jak najniższym kosztem, Abdi-Aszirta jawi się jako polityk, który w trudnej sytuacji postawił na umocnienie swojego władztwa wszelkimi akceptowalnymi wówczas metodami.